# Lago Nazique
O lago Nazique (em turco: Nazik; em armênio: Նազիկ; em curdo: Nazikê) é um lago de água doce no distrito de Aquelate, província de Bitlisse, parte oriental da Turquia. Fica perto do lago de Vã e tem profundidade máxima de cerca de 50 metros. Estima-se que foi formado quando fluxos de lava das montanhas Bilijane bloquearam o vale onde o lago se estabeleceu.